# Klaus Mohr (Boulespieler)
Klaus Mohr (* 1947 in Wiesbaden) ist ein ehemaliger deutscher Nationalspieler in der Boulespiel-Sportart Pétanque im Deutscher Boccia-, Boule- und Pétanque-Verband e.V. Er war fünfmalig Teilnehmer bei Weltmeisterschaften, ist mit 13 Siegen – zusammen mit Jan Garner – Rekordtitelträger bei deutschen Meisterschaften und war ein internationales Aushängeschild des deutschen Boulesports. 2016 wurde gegen ihn – infolge einer manipulierten Kugel – eine fünfjährige Lizenzsperre verhängt.

## Karriere
Mohr wurde bis 2016 mehrfach in den Nationalkader berufen und spielte unter anderem für den Altonaer Boule Club Hamburg, den BC Tromm 1997 und Royale Cologne. Mit dem BC Tromm spielte er in der Deutschen Pétanque-Bundesliga.
1994, 1996, 1997, 1999 und 2000 war er Teilnehmer bei der Weltmeisterschaft.
2016 wurde gegen ihn wegen der Verwendung einer manipulierten Kugel im gewonnenen Viertelfinalspiel Deutschland gegen Schweden bei der Europameisterschaft 55+ in Monaco eine Lizenzsperre bis zum 31. August 2021 verhängt. Das komplette Team wurde erst nach dem verlorenen Halbfinale gegen die Niederlande disqualifiziert und die gewonnene Bronzemedaille entzogen. Außerdem wurde ihm die im Jahr 2013 verliehene DPV-Ehrennadel in Gold nachträglich wieder aberkannt und gegen ihn ein lebenslänglicher Ausschluss aus dem DPV-Kader verfügt. Mohr hat stets bestritten, vorsätzlich betrogen zu haben; ihm sei nicht bewusst gewesen, dass er eine gefälschte Kugel gekauft und bei der EM benutzt habe. Zur Erklärung: Pétanquekugeln bestehen aus 2 verschweißten Halbschalen und sind hohl. Der Hohlraum der manipulierten Kugel war mit Quecksilber und Baumwolle angereichert. Quecksilber ist von sich aus relativ schwer und flüssig und bewegt sich immer nach unten. Dies bewirkt, dass der Schwerpunkt der Kugel nicht mehr in der Mitte ist, sondern erheblich tiefer liegt. Eine solche Kugel verhält sich deutlich stabiler, sie bricht nach dem Aufkommen auf dem Boden kaum nach rechts oder links aus und rollt weniger. Ideal für sogenannte Portées. Zudem ist eine solche Kugel beim Wegschießen schwerer zu entfernen.

## Erfolge
(Quelle)
- 1985: 2. Platz Deutsche Meisterschaft Doublette zusammen mit Daniel Perret
- 1986: 1. Platz Deutsche Meisterschaft Doublette zusammen mit Daniel Perret
- 1994: 1. Platz Deutsche Meisterschaft Doublette zusammen mit Valentin Koffi
- 1994: 1. Platz Deutsche Meisterschaft Triplette zusammen mit Malte Berger und Valentin Koffi
- 1995: 1. Platz Deutsche Meisterschaft Triplette zusammen mit Malte Berger und Valentin Koffi
- 1998: 1. Platz Deutsche Meisterschaft Triplette zusammen mit Malte Berger und Moumouni Fofana
- 1999: 1. Platz Deutsche Meisterschaft Triplette zusammen mit Malte Berger und Amalie Kablan
- 2000: 3. Platz Deutsche Meisterschaft Doublette zusammen mit Malte Berger
- 2000: 3. Platz Deutsche Meisterschaft Triplette zusammen mit Malte Berger und Torsten Prietz
- 2007: 1. Platz Deutsche Meisterschaft Triplette zusammen mit Jörg Born und Frank Lückert
- 2008: 1. Platz Deutsche Meisterschaft Triplette zusammen mit Jörg Born und Matthias Uhl
- 2009: 3. Platz Deutsche Meisterschaft Triplette zusammen mit Jörg Born und Matthias Uhl
- 2010: 1. Platz Deutsche Meisterschaft Triplette Ü55 zusammen mit Klaus Eschbach und Rolando Jecle
- 2011: 1. Platz Deutsche Meisterschaft Triplette Ü55 zusammen mit Klaus Eschbach und Rolando Jecle
- 2011: Deutscher Vize-Vereinsmeister mit dem BC Tromm
- 2012: 3. Platz bei den deutschen Vereinsmeisterschaften mit dem BC Tromm
- 2012: 1. Platz Deutsche Meisterschaft Triplette Ü55 zusammen mit Klaus Eschbach und Rolando Jecle[8]
- 2012: 1. Platz Deutsche Meisterschaft Triplette zusammen mit Christophe Barraquier und Sebastien Rayner
- 2014: 2. Platz Deutsche Meisterschaft Triplette Ü55 zusammen mit Klaus Eschbach und Volker Jakobs
- 2015: 1. Platz Deutsche Meisterschaft Triplette Ü55 zusammen mit Joao Fernandes und Volker Jakobs

## Privates
Mohr betreibt als Bouletrainer in Malaucène in der Provence zusammen mit dem französischen Weltmeister von 1998, Michel Briand, eine Bouleschule.
Er hat an der Universität Hamburg Pädagogik studiert, zudem von 1974 bis 1980 an der Hochschule für bildende Künste Hamburg und arbeitete in der Erwachsenenbildung als Zeichenlehrer an der Volkshochschule Hamburg.